# Hôpital général de Douai
L'hôpital général de Douai n'a jamais eu de fonction médicale sous l'Ancien Régime, mais fut le lieu de renfermement des pauvres. Voulu par des dévots laïcs (la Compagnie du Saint-Sacrement) sous le règne de Louis XIII, il entendait résoudre le problème récurrent de la mendicité et des cours des miracles.
La Fronde engendra une crise économique et un développement de la pauvreté lors du règne de Louis XIV. Le 27 avril 1656, le pouvoir royal créait l'hôpital général qui avait pour objectif mettre au travail les mendiants et de « sauver leurs âmes ». Il fut presque immédiatement considéré également comme une maison de correction et bientôt une « Force », c'est-à-dire une prison.
Le bâtiment fait l’objet d’une inscription au titre des monuments historiques depuis le 1er avril 1946.

## Histoire de l'hôpital général de Douai
Cet établissement de Charité est fondé par lettres-patentes de Louis XV datées de juin 1752. La pose de la première pierre de l'hôpital général de Douai est effectuée le 22 juillet 1756 par Charles-Joseph de Pollinchove, premier président au Parlement de Flandre. La construction du bâtiment est terminée en quatre ans.
L'hôpital général a été construit sur l'emplacement de la ferme des Chartriers et se situe dans l'emprise entre les rues du Canteleu, Charles-Merlin, du Président-Wagon et l'avenue du Maréchal-Leclerc. Il est en forme de croix à quatre branches : l'une pour les hommes, l'une pour les femmes, l'une pour les filles, et l'une pour les garçons. Le centre de cette croix est occupé au rez-de-chaussée par la cuisine nommée salle de la tour à pains équipée de deux grandes bassines à soupe installées sous les cheminées. Cette salle relie les quatre réfectoires du rez-de-chaussée. À l'étage au-dessus de salle de la tour à pains se trouve la chapelle en rotonde.
Les infirmeries à droite et à gauche de l'entrée de la rue du Canteleu ont été construites à partir de 1788. Les travaux sont interrompus lors de la Révolution et sont achevés en 1806. Antoine-Joseph Mellez y travaille alors comme médecin militaire, puis comme médecin en chef.
Donnant sur la rue du Canteleu, le fronton d'entrée représentant la Charité est réalisé en 1835 par Théophile Bra, sculpteur douaisien.
Le bâtiment intègre le réseau de santé, et accueille à partir des années 1980 des personnes âgées dépendantes. Dans les années 2000, le site sert de maison de retraite médicalisée pour environ 160 personnes. En raison de la difficulté d'adapter ce bâtiment aux nouvelles normes réglementaires, au 1er décembre 2011, le bâtiment cesse d'accueillir des patients. Les derniers résidents quittent l'établissement pour la tout nouvelle résidence EHPAD Marceline Desbordes-Valmore à Dechy.

## Avenir de l'hôpital général
En janvier 2012, la communauté d'agglomération du Douaisis rachète l'établissement pour 3,8 millions d'euros afin de le transformer progressivement en un centre d'affaires d'ici 8 à 10 ans. Ce projet ayant échoué, le bâtiment est revendu en 2014 à la financière Vauban pour 2,5 millions d'euros. D'importants travaux sont réalisés à partir de 2017 pour transformer ce bâtiment en un complexe hôtelier de luxe et des logements, avec 62 chambres et suites prévues pour l'hôtel de luxe, et 118 logements de petite surface (du studio au T2). Les travaux ont pris d'importants retards, et la rue d'entrée du bâtiment reste dans un état de délabrement élevé.

## Photothèque

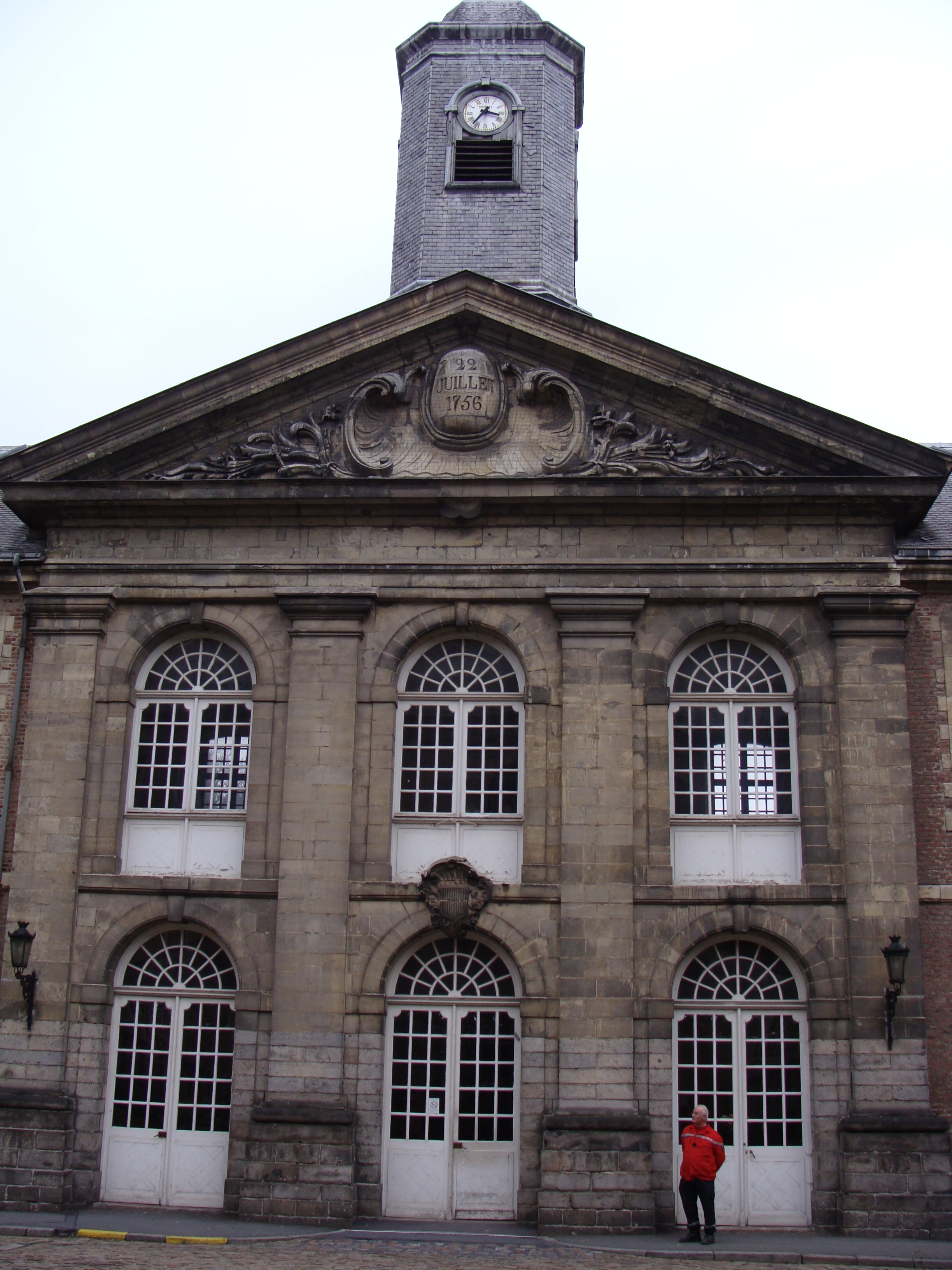
Hôpital général de Douai Entrée sur cour intérieur Fronton portant date de la pose de la première pierre le 22 juillet 1756 par Charles-Joseph de Pollinchove
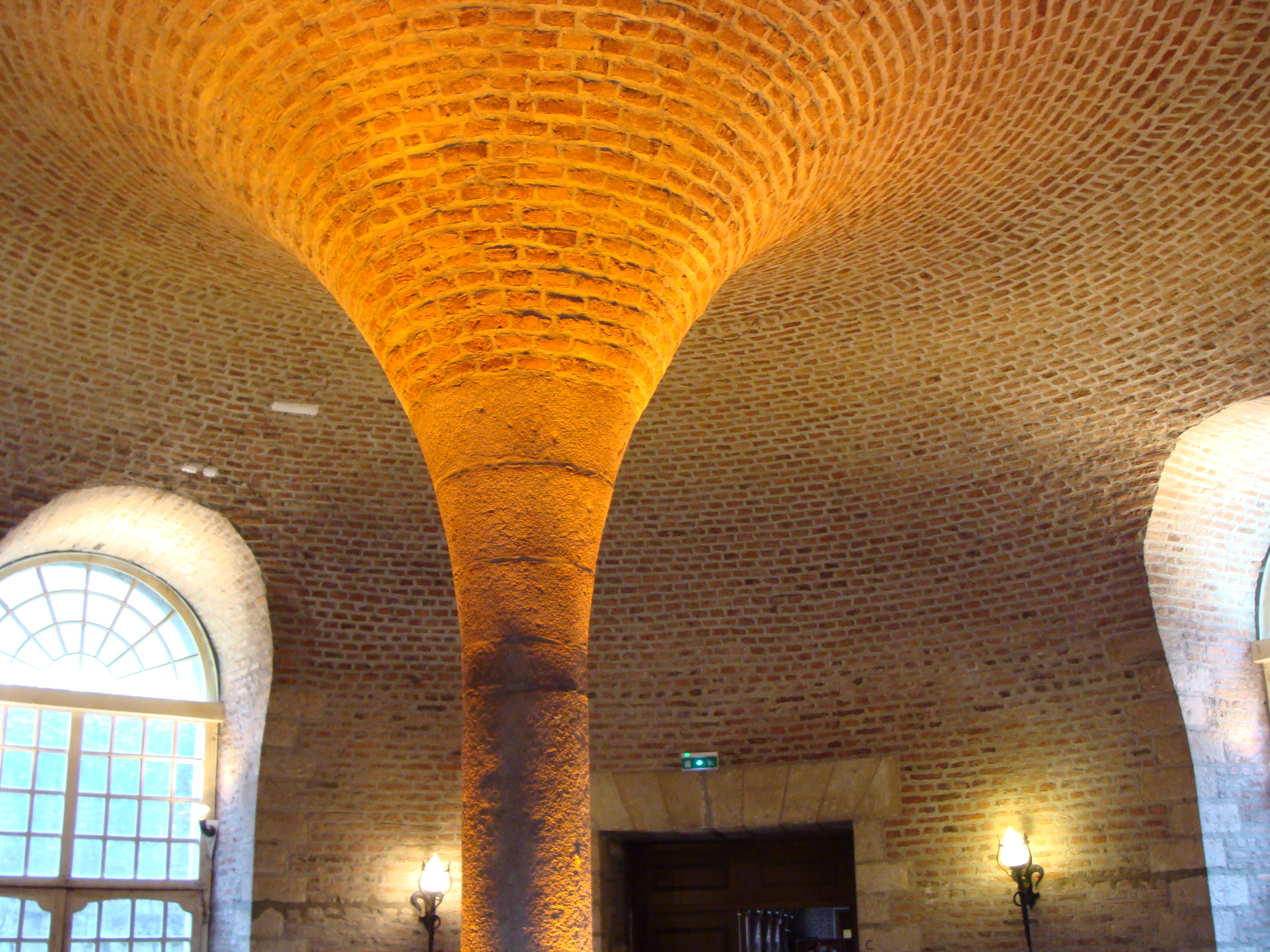
Au RdC la cuisine nommée salle de la Tour à pains reliant les quatre réfectoires
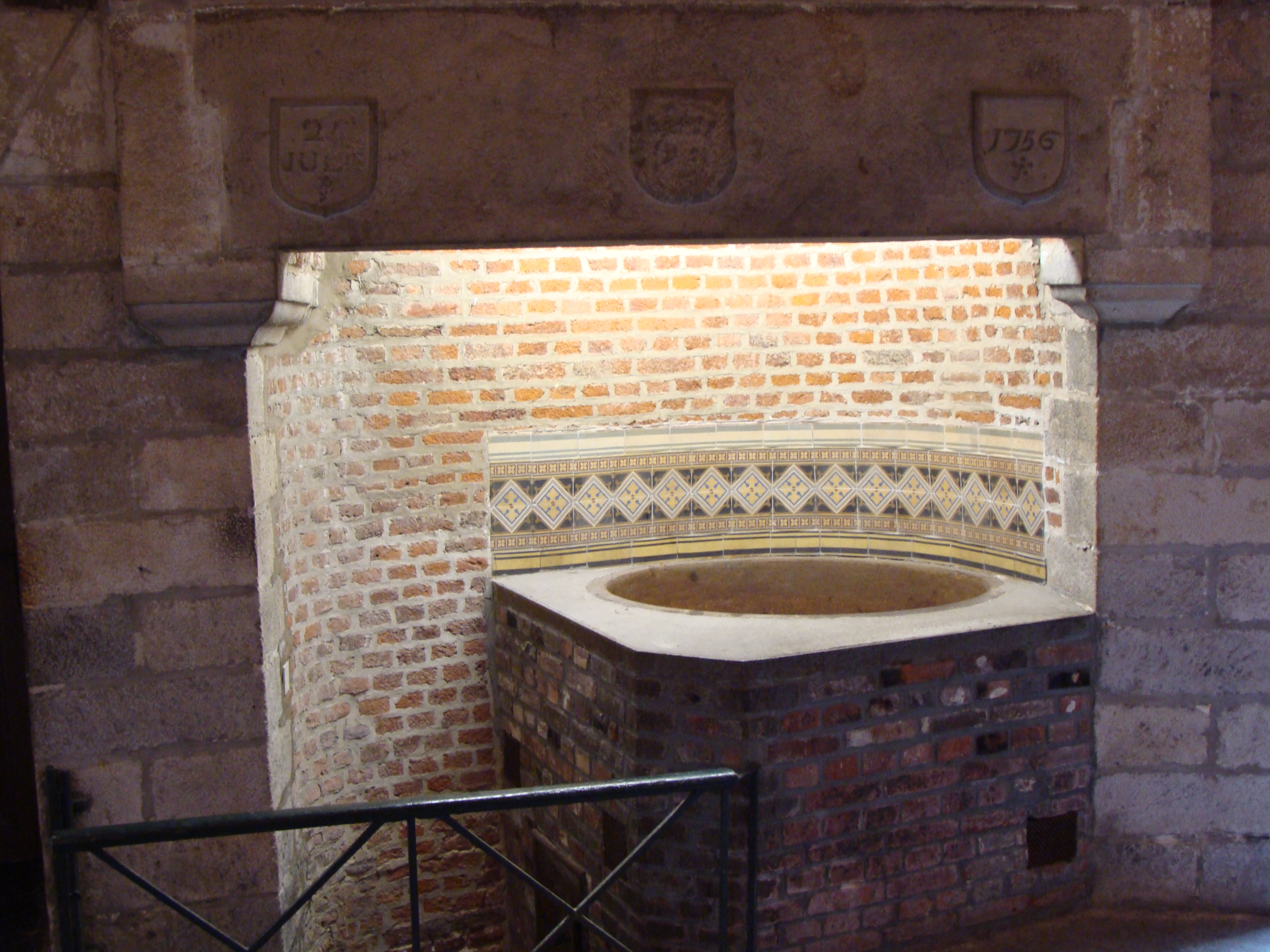
Cheminée et marmite à soupe de la salle de la tour à pains. Un escalier permet d'accéder sous la marmite pour y brûler le bois de chauffage.
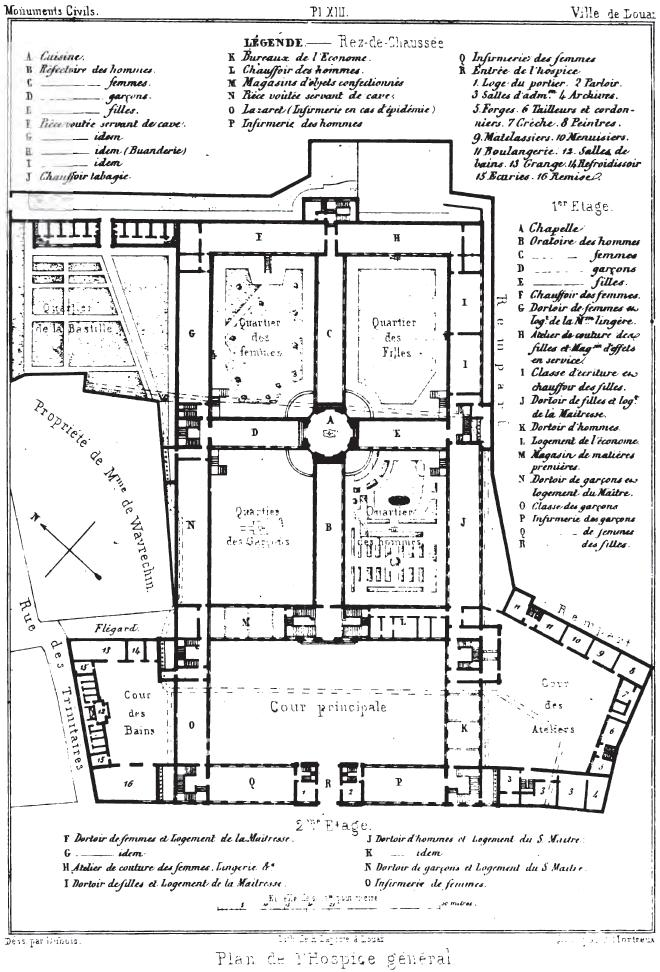
Hôpital général de Douai plan des bâtiments lithographie de M. J. Mortreux
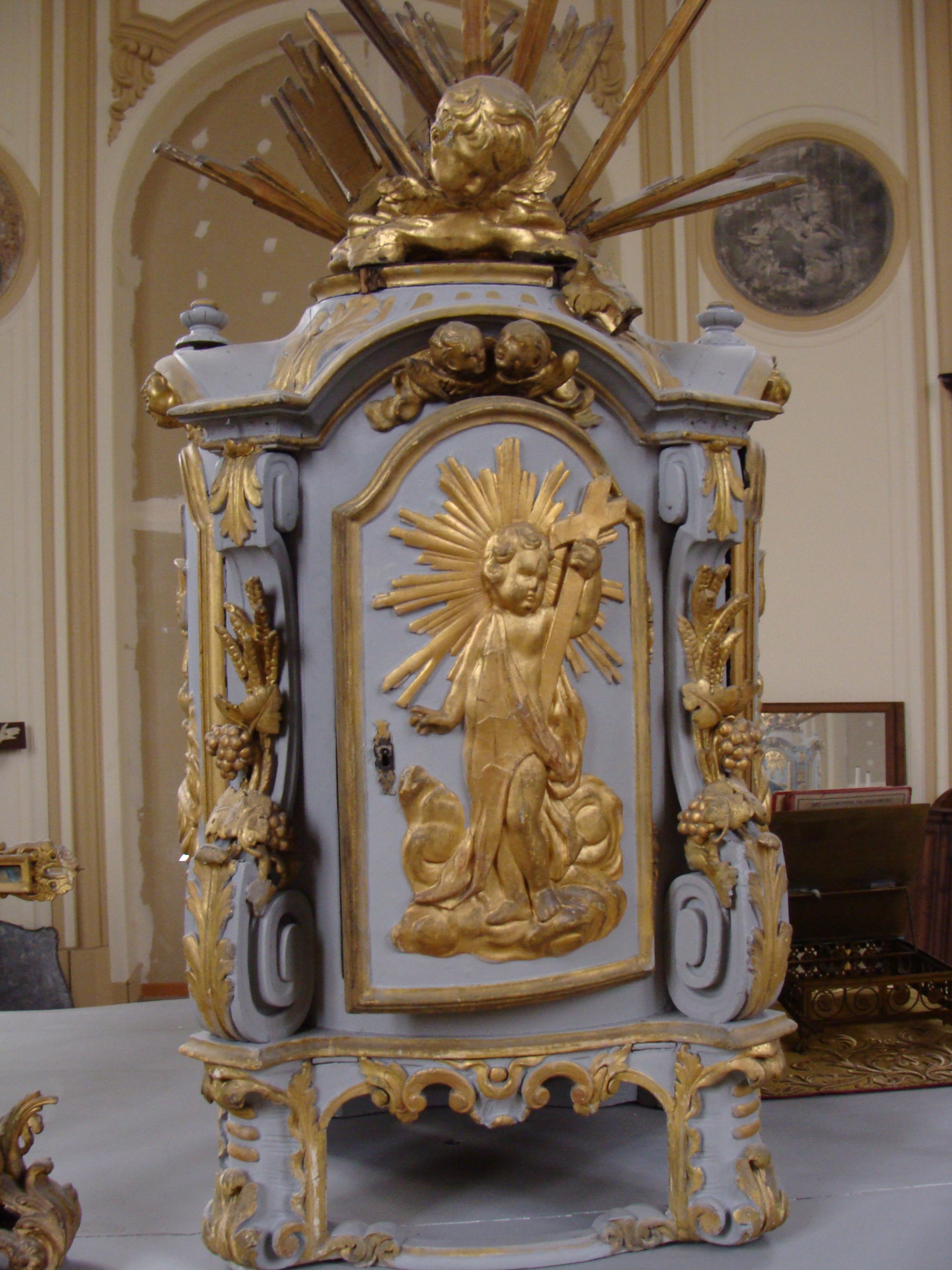
Tabernacle de l'abbaye d'Anchin en l'hôpital général de Douai